# سالزیگوتوو
سالزیگوتوو (انگلیسی: Salzigutovo) یک شهرک در شهرستان کارماسکالینسکی استان باشقیرستان کشور روسیه است.